# Scytodes kumonga
Espèce
Scytodes kumonga est une espèce d'araignées aranéomorphes de la famille des Scytodidae.

## Distribution
Cette espèce se rencontre en Iran et en Oman.

## Description
La femelle holotype mesure 9,50 mm.
Le mâle décrit par Zamani, Stockmann, Magalhaes et Rheims en 2022 mesure 8,43 mm.

## Systématique et taxinomie
Cette espèce a été décrite par Zaman et Marusik en 2020.

## Étymologie
Cette espèce est nommée en référence à Kumonga.

## Publication originale
- Zamani & Marusik, 2020 : « New species of Filistatidae, Palpimanidae and Scytodidae (Arachnida: Araneae) from southern Iran. » Acta Arachnologica, vol. 69, no 2, p. 121-126 (texte intégral).